# Ampelophaga rubiginosa fasciosa
Ampelophaga rubiginosa fasciosa is een ondersoort van de vlinder Ampelophaga rubiginosa uit de familie pijlstaarten (Sphingidae). De wetenschappelijke naam van de ondersoort werd in 1854 gepubliceerd door Otto Vasilievich Bremer & Vasilii Fomich Grey.